# Robert Wyler
Robert Wyler (* 25. September 1900 in Mülhausen, Elsass, damals Deutsches Kaiserreich; † 17. Januar 1971 in Los Angeles) war ein Schweizer-US-amerikanischer Drehbuchautor, Filmproduzent und Regisseur.

## Leben und Karriere
Wyler begann seine Regiearbeit 1931 mit drei französischen Spielfilmen, die wenig Resonanz erfuhren. Wegen seines jüdischen Glaubens verließ er nach Hitlers Machtergreifung Europa und emigrierte er in die USA. Bereits 1936 gab er dort bei dem Klassiker Zeit der Liebe, Zeit des Abschieds sein Filmdebüt als Drehbuchautor. Unter der Regie seines Bruders William Wyler und mit Walter Huston und Ruth Chatterton in den Hauptrollen gewann der Film einen Oscar in der Kategorie „Bestes Szenenbild“, in sechs weiteren Kategorien war er nominiert.
Insgesamt produzierte Wyler acht Filme, bei ebenso vielen Filmen war er am Drehbuch beteiligt. Bei vielen der Filme unter seiner Mitwirkung führte sein jüngerer Bruder William Regie. Robert galt als wichtiger Vertrauter und Berater seines berühmteren Bruders. Mitgewirkt an Produktionen, an denen Robert Wyler beteiligt war, haben unter anderem berühmte Schauspieler wie Olivia de Havilland, Montgomery Clift, Kirk Douglas, Eleanor Parker, Gregory Peck, Audrey Hepburn, Humphrey Bogart, Jean Simmons und Shirley MacLaine.
Für den Film Polizeirevier 21 von 1951 war er zusammen mit Philip Yordan in der Kategorie „Bestes Drehbuch“ für einen Oscar nominiert. Allein sein letzter Film Infam von 1961 erhielt fünf Nominierungen bei den Academy Awards.
Wyler war von 1948 bis zu ihrem Tod im April 1970 mit der Filmschauspielerin Cathy O’Donnell verheiratet. Die Ehe blieb kinderlos. Nach dem frühen Tod war er schwer getroffen und erlag selbst weniger als ein Jahr später einem Herzinfarkt.

## Filmografie (Auswahl)
- 1928: Anybody Here Seen Kelly? – Produzent
- 1932: Papa sans le savoir – Regie
- 1932: La merveilleuse journée – Regie
- 1935: It Happened in Paris – Regie
- 1936: Zeit der Liebe, Zeit des Abschieds (Dodsworth) – Drehbuch
- 1937: Murder Goes to College – Drehbuch
- 1937: The Last Train from Madrid – Drehbuch
- 1949: Die Erbin (The Heiress) – Mitproduzent
- 1951: Polizeirevier 21 (Detective Story) – Drehbuch, Mitproduzent
- 1953: Ein Herz und eine Krone (Roman Holiday) – Mitproduzent
- 1955: An einem Tag wie jeder andere (The Desperate Hours) – Mitproduzent
- 1956: Lockende Versuchung (Friendly Persuasion) – Mitproduzent
- 1958: Weites Land (The Big Country) – Drehbuch, Mitproduzent
- 1961: Infam (The Children's Hour) – Mitproduzent